# (90756) 1993 RH9
(90756) 1993 RH9 là một tiểu hành tinh vành đai chính. Nó được phát hiện bởi Henri Debehogne và Eric Walter Elst ở Đài thiên văn La Silla ở Chile ngày 14 tháng 9 năm 1993.